# Fabryka półprzewodników

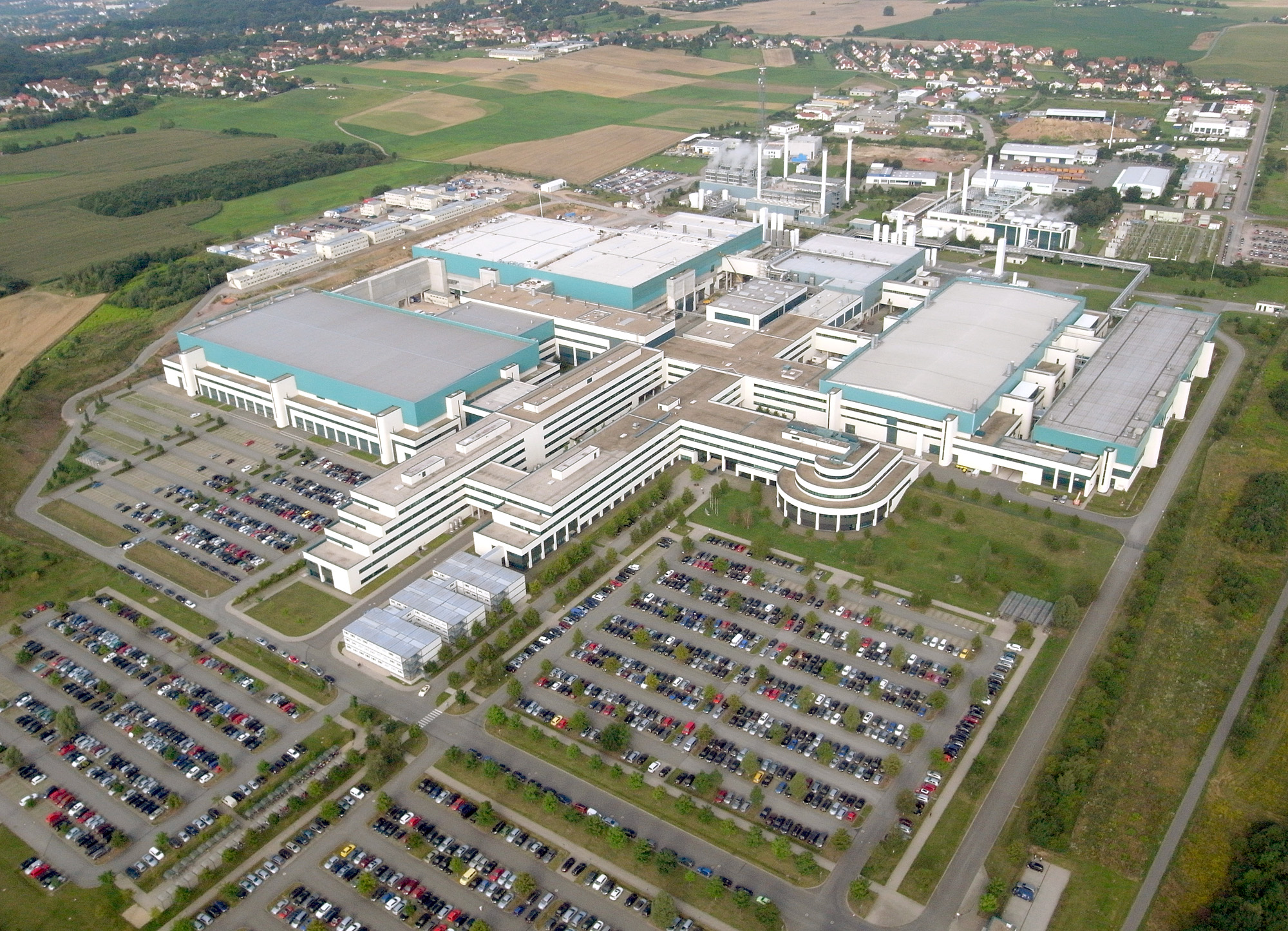
GlobalFoundries fab 1 w Dreźnie. W dużych prostokątnych budynkach znajdują się pomieszczenia clean room.

Fabryka półprzewodników (ang. fab, foundry) – fabryka, która produkuje układy scalone.
Clean room jest miejscem, w którym odbywają się główne procesy produkcyjne. Znajdują się w nim urządzenia do produkcji układów scalonych, takie jak steppery i/lub skanery do fotolitografii, trawienia, czyszczenia i domieszkowania. Wszystkie te urządzenia są niezwykle precyzyjne, a co za tym idzie, niezwykle drogie.
Ceny urządzeń do obróbki wafli krzemowych 300 mm zaczynają się od ponad 4 mln USD za sztukę, a ceny niektórych urządzeń sięgają nawet 340 mln USD (np. skanery EUV). Typowa fabryka składa się z kilkaset elementów. Produkcja półprzewodników wymaga wielu drogich urządzeń. Szacuje się, że koszt budowy nowej fabryki wynosi ponad 1 mld USD, a wartość inwestycji sięgająca 3–4 mld USD jest wartością typową. Na przykład TSMC zainwestowało 9,3 miliarda dolarów w swoją fabrykę Fab15 na Tajwanie. Szacunki tej samej firmy wskazują, że koszt budowy przyszłej fabryki może wynieść 20 miliardów dolarów.
W latach 1990. pojawił się model foundry. Firmy będące właścicielami fabryk produkujących własne układy były znane jako zintegrowani producenci urządzeń (ang. integrated device manufacturers, IDM). Firmy, które zlecały produkcję swoich projektów na zewnątrz, określano mianem firm fabless. Fabryki foundry, które nie tworzyły własnych projektów, nazywa się pure play